# Équipe de Niue de rugby à XV
L'équipe de Niue de rugby à XV rassemble les meilleurs joueurs de rugby à XV de Niue et est membre de la Federation of Oceania Rugby Unions. Au 30 mars 2022, elle est classée au 98e rang du classement World Rugby.

## Histoire

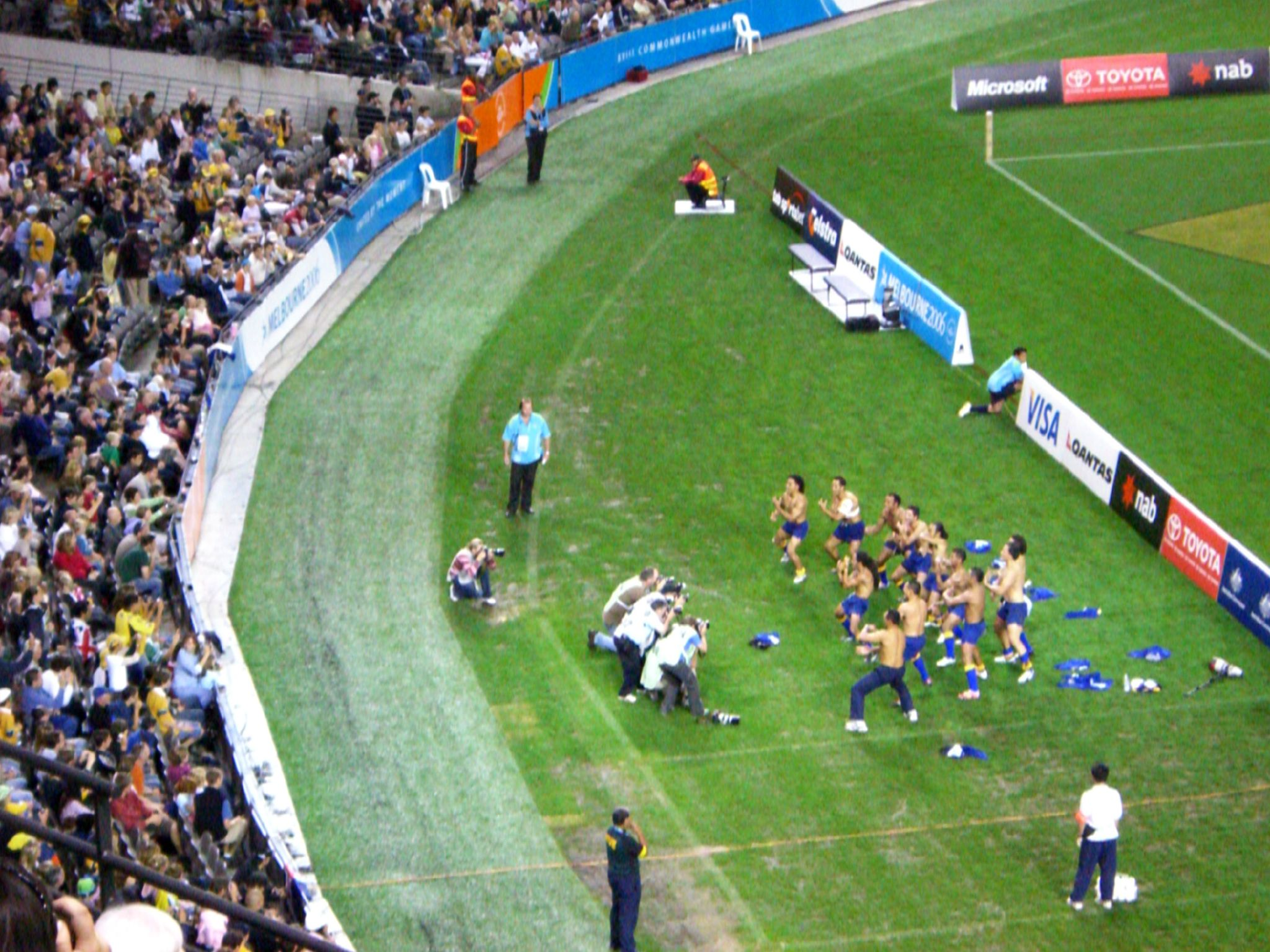
Haka de l'équipe de Niue.

Classée à la 60e place dans le Classement World Rugby des équipes nationales en janvier 2009, l'équipe de Niue est ensuite assez peu active pendant les années 2010, ne jouant aucun test match entre 2011 et 2019, la fédération se concentrant surtout sur l'équipe nationale à sept, leur permettant de participer à des étapes des World Rugby Sevens Series comme le Wellington's seven en 2009, où elle bat notamment l'équipe des Samoa.

## Classement masculin World Rugby
Le tableau suivant retrace le classement de l’équipe de Niue depuis 2003. Il est établi en fin d'année civile en se fondant sur ses points au classement mondial World Rugby.
En italique gras figure le meilleur classement.
| Equipe | 2003 | 2004 | 2005 | 2006 | 2007 | 2008 | 2009 | 2010 | 2011 | 2012 | 2013 | 2014 | 2015 | 2016 | 2017 |
| ------ | ---- | ---- | ---- | ---- | ---- | ---- | ---- | ---- | ---- | ---- | ---- | ---- | ---- | ---- | ---- |
| Niue   | 66   | 68   | 67   | 72   | 69   | 60   | 69   | 70   | 70   | 71   | 67   | 69   | 87   | 86   | 87   |

## Chronologie des compétitions et des matchs
| Date              | Lieu                                   | Équipe | Résultat | Adversaire                | Compétition                               |
| ----------------- | -------------------------------------- | ------ | -------- | ------------------------- | ----------------------------------------- |
| Septembre 1983    | Apia Samoa                             | Niue   | 4 - 124  | Fidji                     | Jeux du Pacifique Sud de 1983             |
| Septembre 1983    | Apia Samoa                             | Niue   | 12 - 19  | Îles Salomon              | Jeux du Pacifique Sud de 1983             |
| 9 juin 2001       | Alofi Niue                             | Niue   | 8 - 86   | Îles Cook                 | Qualification pour la coupe du monde 2003 |
| 16 juin 2001      | Papeete Tahiti                         | Niue   | 41 - 6   | Tahiti                    | Qualification pour la coupe du monde 2003 |
| 23 juillet 2005   | Alofi Niue                             | Niue   | 55 - 8   | Tahiti                    | Tournoi d'Océanie 2005                    |
| 6 août 2005       | Rarotonga Tahiti                       | Niue   | 5 - 24   | Îles Cook                 | Tournoi d'Océanie 2005                    |
| 14 octobre 2006   | Pukekohe Nouvelle-Zélande              | Niue   | 41 - 6   | Tahiti                    | Tournoi d'Océanie 2006                    |
| 21 octobre 2006   | Pukekohe Nouvelle-Zélande              | Niue   | 15 - 41  | Îles Cook                 | Tournoi d'Océanie 2006                    |
| 11 octobre 2007   | Papeete Tahiti                         | Niue   | 51 - 14  | Tahiti                    | Coupe d'Océanie 2007                      |
| 22 avril 2007     | Paliati Niue                           | Niue   | 27 - 46  | Papouasie-Nouvelle-Guinée | Coupe d’Océanie 2007                      |
| 16 août 2008      | Ratonga Îles Cook                      | Niue   | 18 - 7   | Îles Cook                 | Coupe d'Océanie 2008                      |
| 30 août 2008      | Nouméa Nouvelle-Calédonie              | Niue   | 27 - 5   | Nouvelle-Calédonie        | Coupe d’Océanie 2008                      |
| 27 juin 2009      | Port Moresby Papouasie-Nouvelle-Guinée | Niue   | 7 - 29   | Îles Cook                 | Coupe d'Océanie 2009                      |
| 29 novembre 2011  | Port Moresby Papouasie-Nouvelle-Guinée | Niue   | 19 - 22  | Îles Salomon              | Coupe d’Océanie 2011                      |
| 1er décembre 2011 | Port Moresby Papouasie-Nouvelle-Guinée | Niue   | 32 - 15  | Vanuatu                   | Coupe d'Océanie 2011                      |
| 3 décembre 2011   | Port Moresby Papouasie-Nouvelle-Guinée | Niue   | 7 - 36   | Papouasie-Nouvelle-Guinée | Coupe d'Océanie 2011                      |

## Palmarès
- Coupe du monde
  - 1987 : pas invité
  - 1991 : pas qualifié
  - 1995 : pas qualifié
  - 1999 : pas qualifié
  - 2003 : pas qualifié
  - 2007 : pas qualifié
  - 2011 : pas qualifié
  - 2015 : ne participe pas à la qualification
- Coupe d'Océanie
  - 1996 : pas invité
  - 2002 : 1er tour
  - 2005 : 1er tour
  - 2006 : Pas de finale
  - 2007 : Finaliste
  - 2008 : Vainqueur
  - 2009 : Demi-finaliste
  - 2011 : 3e
  - 2013 : pas invité
  - 2015 : pas invité
- Tournoi du Pacifique Sud
  - 1983 : 1 tour

## Joueurs emblématiques
- Matt Faleuka